# Cofradía de Belchite
La cofradía de Belchite fue una orden militar creada en Belchite por Alfonso I de Aragón en 1122 con objeto de defender la frontera sur del reino y estimular a la cruzada contra los musulmanes, el avance en la Reconquista cristiana y la consolidación de las nuevas tierras colonizadas mediante la fortificación y repoblación de los emplazamientos tomados al islam. Podían integrarla miembros tanto laicos como religiosos. Hasta 1126 fue regida por Galindo Sánchez, y entre 1128 y 1147 su cofrade mayor fue Lope Sánchez.

## Historia
Los antecedentes de la creación de la cofradía militar de Belchite están en la conquista de Zaragoza y de gran parte de las poblaciones de su entorno, entre las que destacó Belchite, a la que en 1119 se concedió un fuero con grandes ventajas de exenciones penales, donde cualquiera, por graves que fueran los delitos cometidos, disponía de un fuero si accedía a repoblarla. En este contexto, Alfonso I reunió una asamblea en 1122 para crear una cofradía militar en Belchite con presencia de los más altos prelados de la época, en que se dieron cita el legado del Papa Bernardo, abad de la Grasse, el arzobispo primado de España Bernardo de Toledo, y los arzobispos Olegario de Tarragona, Diego Gelmírez de la sede Compostelana y el francés Guillermo de Auch. También estuvieron presentes el abad Raimundo de Leire (probablemente en representación de la diócesis de Pamplona, vacante en ese momento) y los obispos Pedro de Segovia, Bernardo de Sigüenza, Raimundo de Osma y Guidón de Lescar, junto a los más destacados prelados aragoneses: Esteban de Huesca, Ramón Guillén de Roda-Barbastro, Miguel de Tarazona, Sancho de Calahorra y Pedro de Librana de Zaragoza.
Los integrantes de la cofradía de Belchite disfrutarían de indulgencias espirituales similares a las de la Primera Cruzada. De este modo, quien se comprometía de por vida con la cofradía de Belchite obtenía el perdón de todos sus pecados. Otros cofrades prefirieron prestar servicios temporales a esta milicia de Cristo, y también se les exoneraba, en reciprocidad proporcional, de algunas obligaciones religiosas. Por ejemplo, en caso de servir un mes a la Militia Christi se les remitía la prescripción de la abstinencia y ayuno del viernes durante todo un año. También se concedían indulgencias menores a quien donara equipamiento u otros recursos económicos a la Milicia, e incluso a quienes promovieran las donaciones pregonando la existencia de la Hermandad militar y pidiendo limosnas para ella. Así, por una entrega de valor de doce dineros, al donante se le condonaban las obligaciones de una cuaresma.
Por otro lado, el botín que pudieran ganar a los moros, tanto en bienes materiales como en tierras, pasaba a pertenecer a los cofrades como exclusiva propiedad, sin tener que deducir el quinto real, un impuesto que obligaba a pagar al rey un quinto de todas las ganancias obtenidas en la guerra.
El fin último de la Cofradía de Belchite era la cruzada global, pues las indulgencias servían, según sus estatutos, para arrancar de manos del infiel «el Sepulcro del Señor, Mallorca y Zaragoza y otras tierras, e igualmente, con la protección divina, se abrirá por aquí el camino a Jerusalén, y la iglesia de Dios que todavía yace en cautividad, será liberada».
En 1124 Alfonso I el Batallador fundaría otra Militia Christi con los mismos fines, la Orden militar de Monreal.